# Calvignano
Calvignano (Crëvgnan in dialetto oltrepadano) è un comune italiano di 103 abitanti della provincia di Pavia in Lombardia. Si trova sulle colline dell'Oltrepò Pavese, tra Casteggio e Montalto Pavese, presso il monte Ceresino (433 m).

## Storia
Calvignano è noto fin dal 1111; nel XII secolo apparteneva al prete Gisulfo, il quale, il 18 dicembre 1111, lasciò nel suo testamento il castello e le terre di Calvignano a Tedisio ed Opizo Ottone, sotto alcune condizioni che se non adempiute, come poi avvenne, passasse al priorato cluniacense di San Maiolo di Pavia, che, dopo che gran parte dell'attuale Oltrepò era passato sotto il dominio pavese (nel 1164), lo infeudò ai Sannazzaro.
Da loro passò nel 1371 ai Bottigella; entrambe erano famiglie pavesi con molte signorie nell'Oltrepò. Nella prima metà del XII secolo Calvignano faceva parte del comune di Torre del Monte. I Bottigella, nei vari rami in cui si erano divisi, erano anche i maggiori possidenti della zona (una cascina porta tuttora il loro nome). Il piccolo feudo si mantenne sempre autonomo rispetto ai vasti feudi vicini (Casteggio, Montalto Pavese e Fortunago).
Estinti i Bottigella nel 1690, fu venduto ai conti Fantoni di Pavia.

### Simboli
Lo stemma non ha ancora una concessione ufficiale.

## Monumenti e luoghi di interesse
- Monte Ceresino
- Chiesa di San Martino Vescovo (Calvignano)

## Società

### Evoluzione demografica
Abitanti censiti

## Amministrazione

### Comunità montane
Fino al 2009 faceva parte della fascia bassa della Comunità montana Oltrepò Pavese.